# Mammon

Anbetung des Mammon (Gemälde von Evelyn De Morgan)

Mammon ist ein aus dem Aramäischen entlehnter Begriff, der ursprünglich „Besitz“ oder „Vermögen“ bedeutete. Das Wort wird in der Bibel von Jesus Christus verwendet und steht dort für „Unwahrheit“ und „Lüge“. Heute bezeichnet man mit dem Begriff abschätzig das Geld, das zum Herrscher über die Menschen wurde („schnöder Mammon“).

## Begriff
Der Begriff ist aufgrund seiner Erwähnung in den Evangelien des Neuen Testaments bekannt:

„Niemand kann zwei Herren dienen: Entweder er wird den einen hassen und den andern lieben, oder er wird an dem einen hängen und den andern verachten. Ihr könnt nicht Gott dienen und dem Mammon.“

Das Wort Mammon leitet sich ursprünglich vom aramäischen Wort מָמוֹן mamon beziehungsweise im status emphaticus מָמוֹנָא mamona ‚Vermögen‘, ‚Besitz‘ ab. Die Ableitung vom aramäischen אמן ˀmn ‚Gegenstand des Vertrauens‘ gilt als zweifelhaft. Das Wort gelangte über seine griechische Schreibweise μαμωνάς mamonás in die Bibel, in der Vulgata wurde daraus lateinisch mam[m]ona. Die Schreibweise mit doppeltem Konsonanten μαμμωνᾶς ist nur in einer Überlieferung des Matthäus-Evangeliums zu finden und vermutlich falsch.
Im Gleichnis vom ungerechten Haushalter spricht Jesus vom „ungerechten Mammon“ (Lk 16,9 ), wodurch der Begriff eine negative Deutung von unredlich erworbenem Gewinn oder unmoralisch eingesetztem Reichtum bekommt. Aber auch ohne diese Wertung besitzt für Jesus der Mammon die Macht, vom Menschen Besitz zu ergreifen und ihn von Gott zu entfremden.
Martin Luther übersetzte das Wort nicht und so gelangte es als Mammon ab dem 16. Jahrhundert ins Deutsche. Daraus resultierte, dass Mammon in Volksglauben und Literatur als personifizierter Reichtum zu einem Dämon wurde, der den Menschen zu Geiz und Habgier verführt.

## Mammon in Literatur, Theater, Film und Spielen

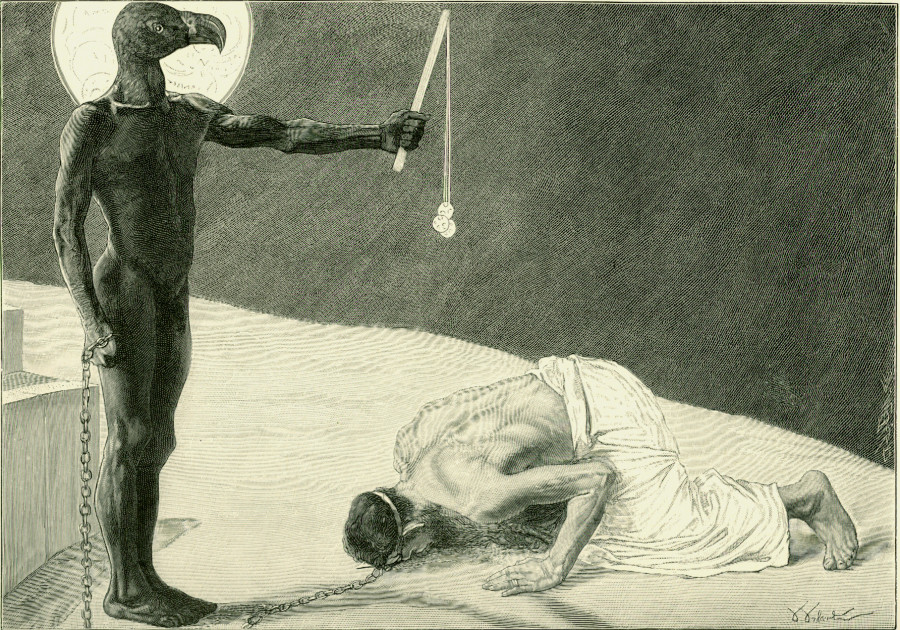
Der Mammon und sein Sklave, Sascha Schneider, 1896

Im 1667 veröffentlichten epischen Gedicht Paradise Lost von John Milton ist Mammon einer der gefallenen Engel, die sich unter Satans Führung gegen Gott wenden. Als personifizierter Reichtum tritt der Dämon Mammon, der den Menschen zum Geiz verführt, im Theaterstück Jedermann (1922) auf. Als solcher ist er auch in dem humorvoll-makaberen Pen-&-Paper-Rollenspiel um Himmel und Hölle In Nomine von Steve Jackson Games vertreten. Im Buch Der satanarchäolügenialkohöllische Wunschpunsch von Michael Ende wird Mammon als der „Infernalische Finanzminister“ erwähnt.
In der Comic-Reihe Spawn des Amerikaners Todd McFarlane spielt die Figur des Mammon die Rolle des hintergründigen Strippenziehers. Dargestellt wird er als Mann in weißem Anzug mit drei Narben über dem linken Auge.
In der Zeichentrickserie DuckTales benutzt Dagobert Duck in der deutschen Synchronisation relativ häufig den Ausdruck „Heiliger Mammon!“, wenn er überrascht ist. Im Film Constantine von 2005 trägt der Sohn Satans den Namen „Mammon“. Mammon heißt auch ein dreiteiliger norwegischer Polit- und Medienthriller, der zu Jahresbeginn 2015 von der ARD gesendet wurde.
Im Videospiel Chrono Trigger erscheint ein Gerät namens Mammon-Maschine, das von einer Hochkultur im Jahre 12.000 v. Chr. erbaut wurde, um Unmengen von Energie aus dem Planeteninneren an die Oberfläche zu befördern und dem Volk zu unbegrenzter Macht und Reichtum zu verhelfen. In dem Videospiel und dem Anime Umineko no Naku Koro ni tritt Mammon als eine der „Seven Sisters of Purgatory“ auf.